# Тауре (Бистрица-Насауд)
Тауре (рум. Tăure) насеље је у Румунији у округу Бистрица-Насауд у општини Нимиђа. Oпштина се налази на надморској висини од 338 m.

## Становништво
Према подацима из 2002. године у насељу је живело 509 становника, од којих су сви румунске националности.